# شاکر اسد
شاکر اسد (انگلیسی: Shaker Asad؛ زادهٔ ۱۸ اوت ۱۹۷۹) بازیکن فوتبال اهل فلسطین بود.
از باشگاه‌هایی که در آن بازی کرده است می‌توان به باشگاه فوتبال نیوانگلند رولوشن اشاره کرد.
وی همچنین در تیم ملی فوتبال فلسطین بازی کرده است.